# Fiłariet Galczew
Fiłariet Iljicz Galczew (ros. Филарет Ильич Гальчев, gr. Φιλάρετος Καλτσίδης Filaretos Kaltsidis; ur. 26 maja 1963 w Tarsoni) – rosyjski przedsiębiorca greckiego pochodzenia.
Urodził się w miejscowości Tarsoni na terenie Gruzińskiej Socjalistycznej Republiki Radzieckiej. W 1991 roku ukończył studia na Moskiewskim Instytucie Górniczym. Uzyskał stopień doktora nauk ekonomicznych, zajmując się tematyką związaną z rozwojem rynku węgla w Rosji. Pracował jako manager w spółkach związanych z przemysłem węglowym (Rusoglesbyt, Rosyjski Węgiel). W 2002 roku założył spółkę Eurocement, która zakupiła (m.in. od należącej do Jeleny Baturiny firmy Inteko) 16 fabryk cementu w Rosji, na Ukrainie i w Uzbekistanie. Po ich skonsolidowaniu Eurocement produkując 45,2 mln ton cementu rocznie stał się jego największym producentem w Rosji i dziewiątym na świecie.
Majątek Fiłarieta Galczewa w połowie 2014 roku szacowany był na 5,6 mld $, ale w 2016 roku jego wartość spadła do 155 mln $. Sbierbank Rossii wezwał wówczas należący do Gałczewa holding Eurocement do złożenia depozytu zabezpieczającego udzieloną wcześniej pożyczkę. Pożyczka ta była zabezpieczona pakietem 6,12% akcji LafargeHolcim.